# Liste des espèces du genre Poa

Liste des espèces du genre Poa

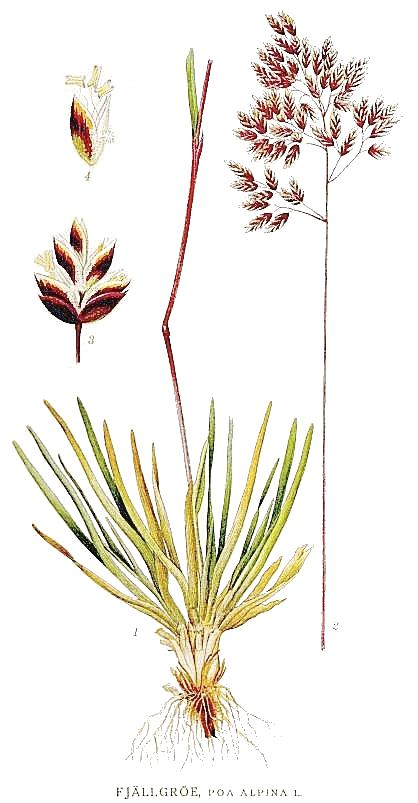
Poa alpina.

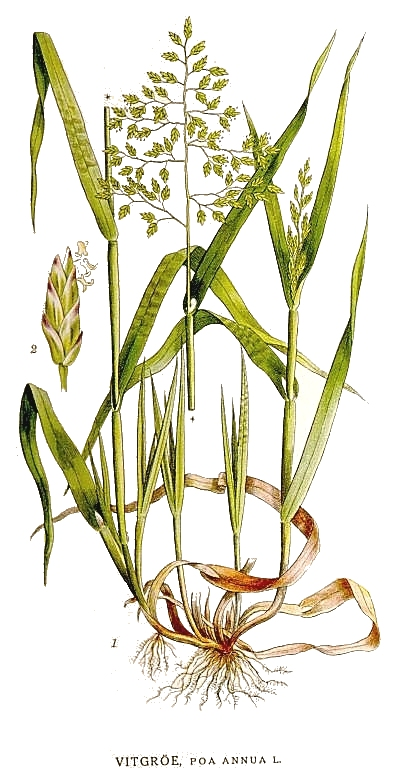
Poa annua.

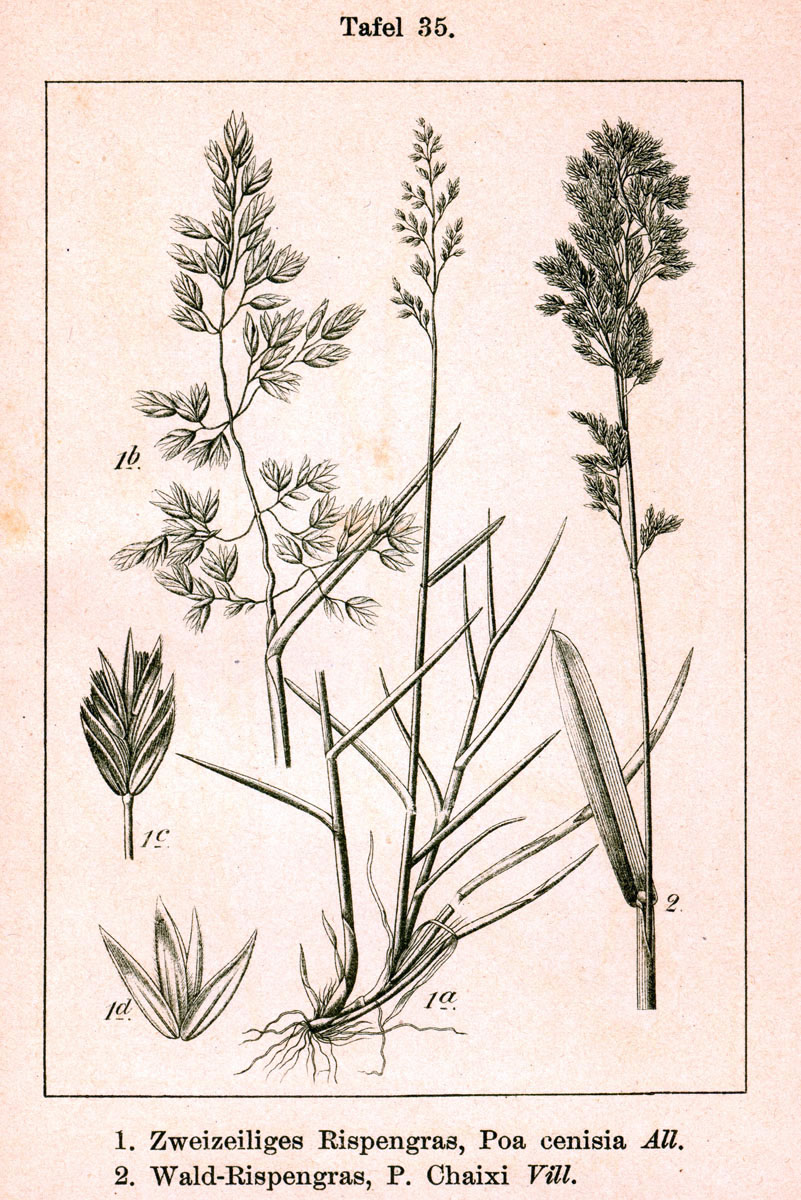
1. Poa cenisia, 2. Poa chaixii.

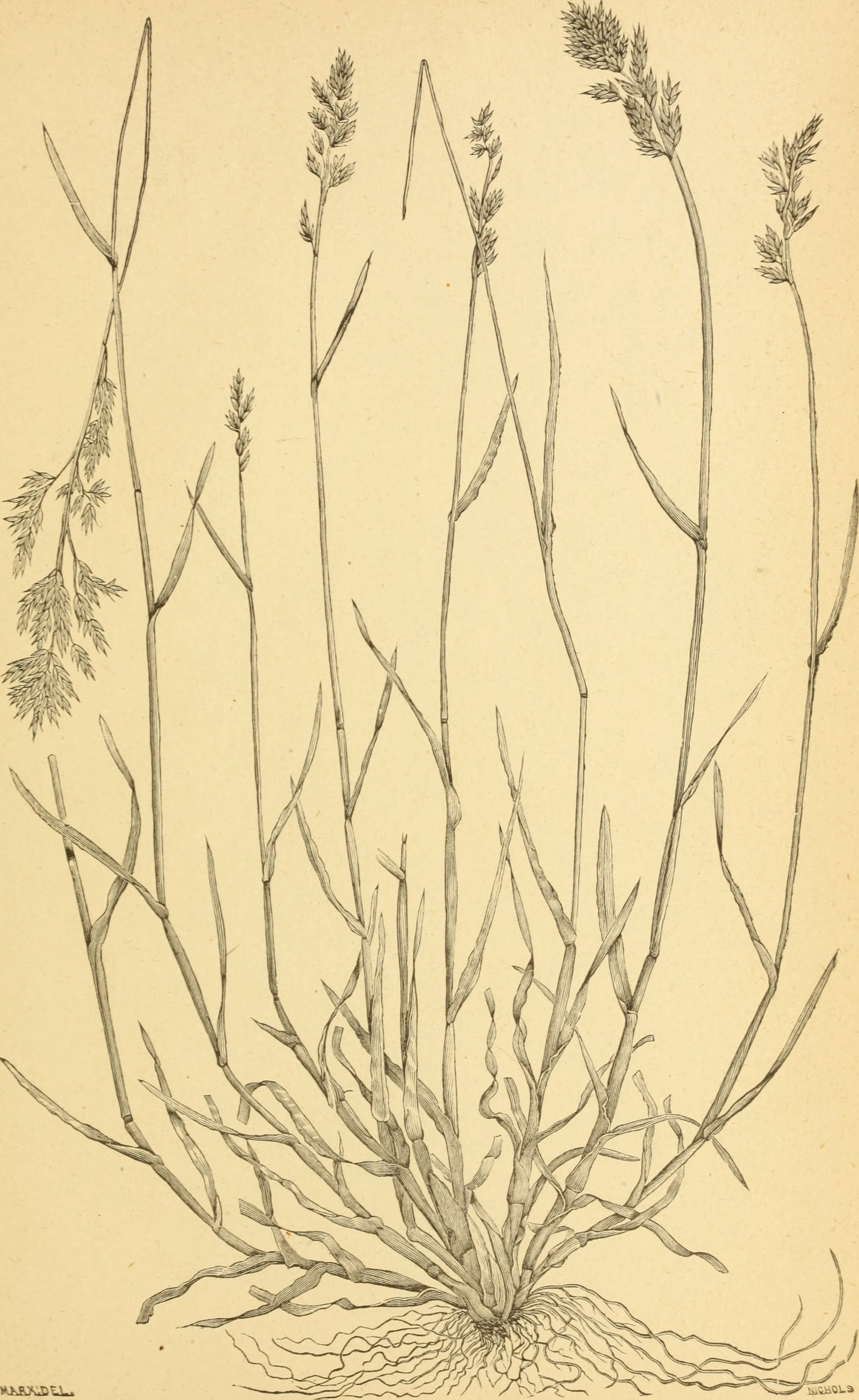
Poa compressa.

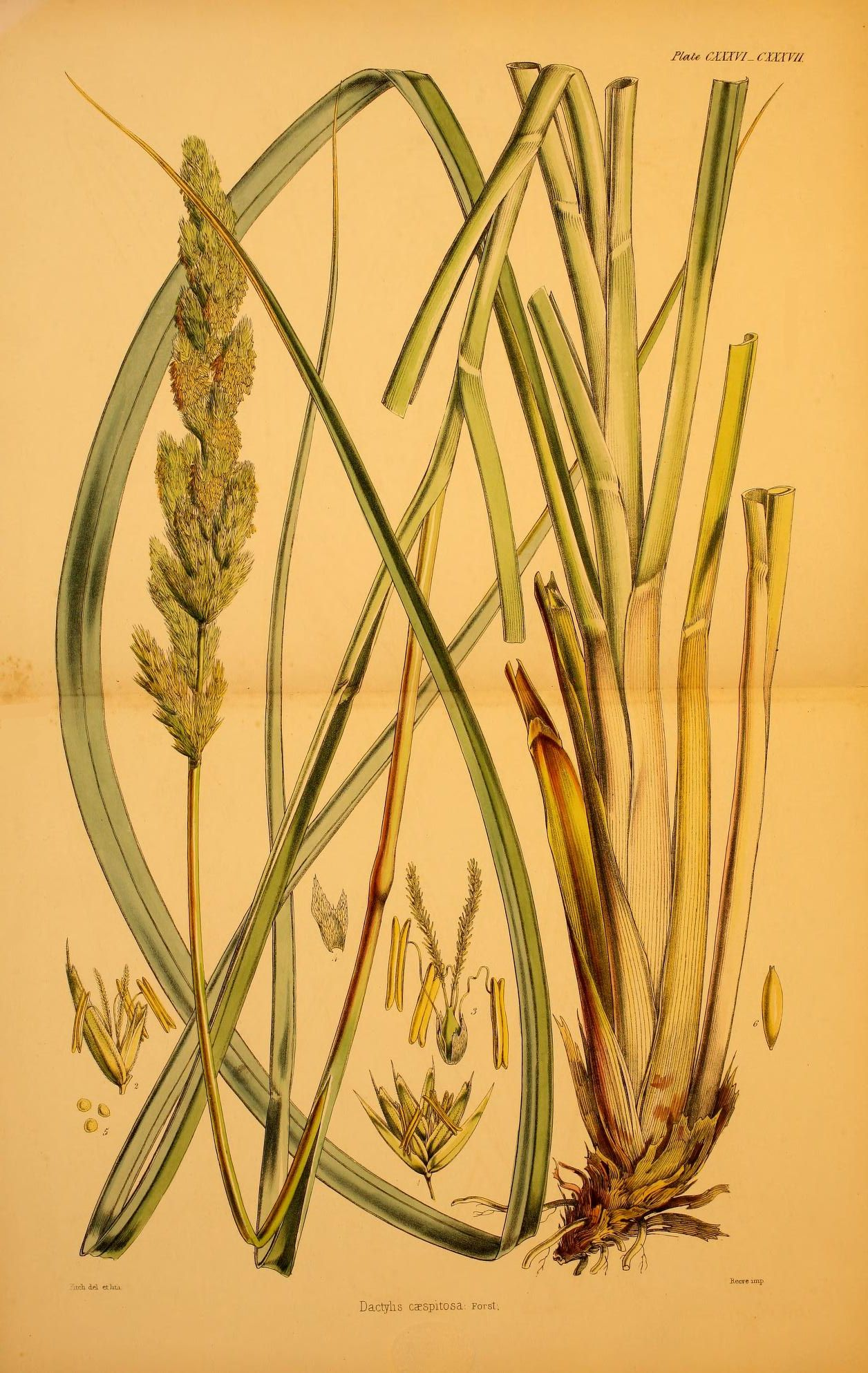
Poa flabellata.

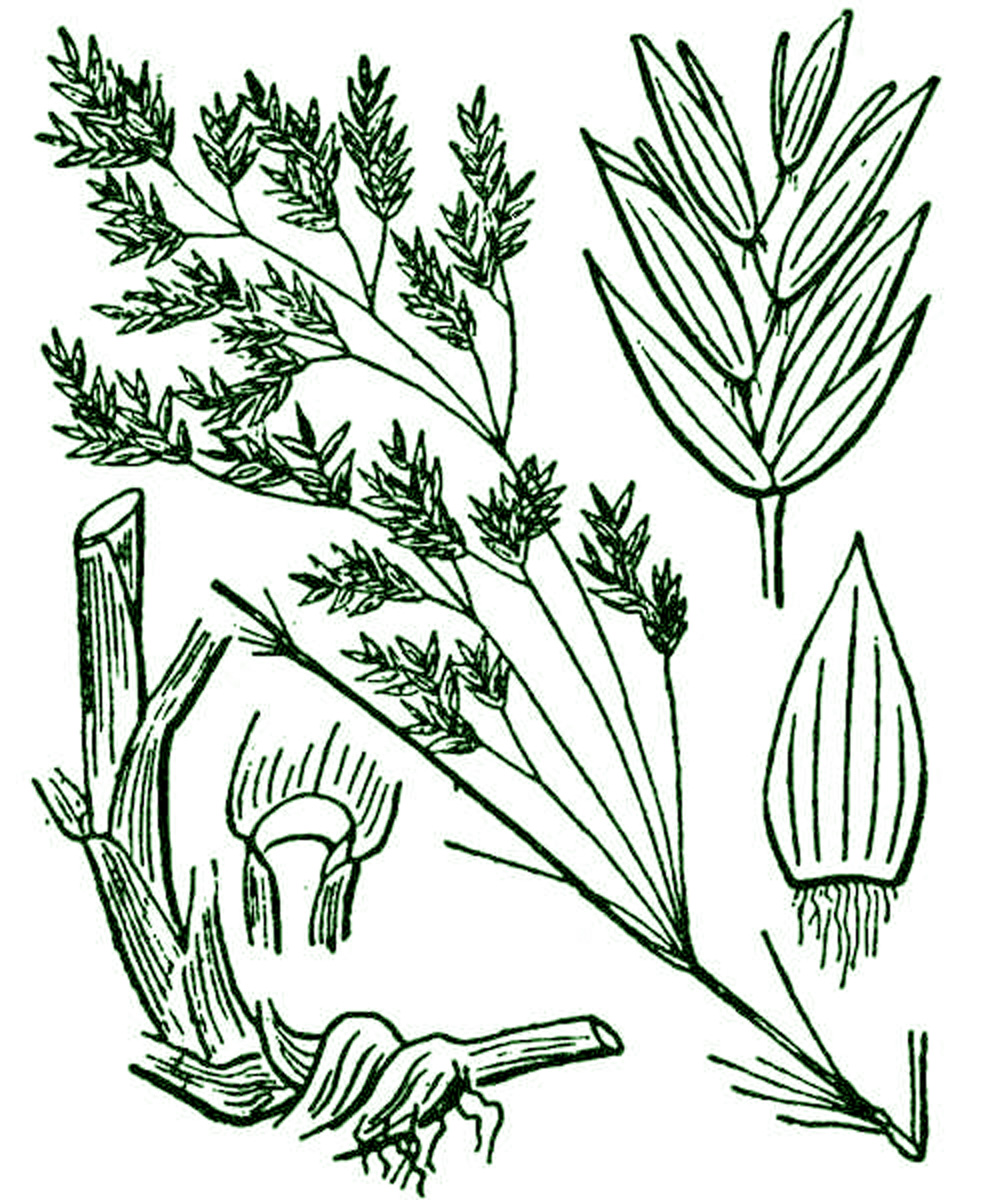
Poa hybrida.

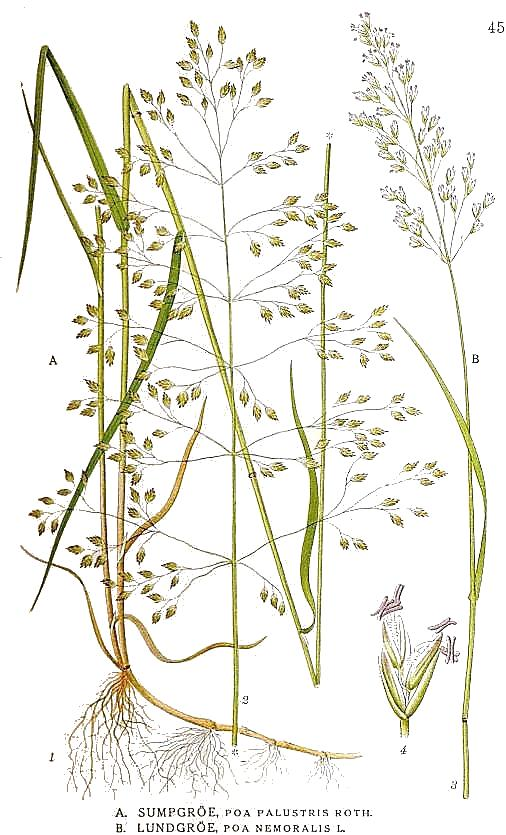
A. Poa nemoralis, B. Poa palustris.

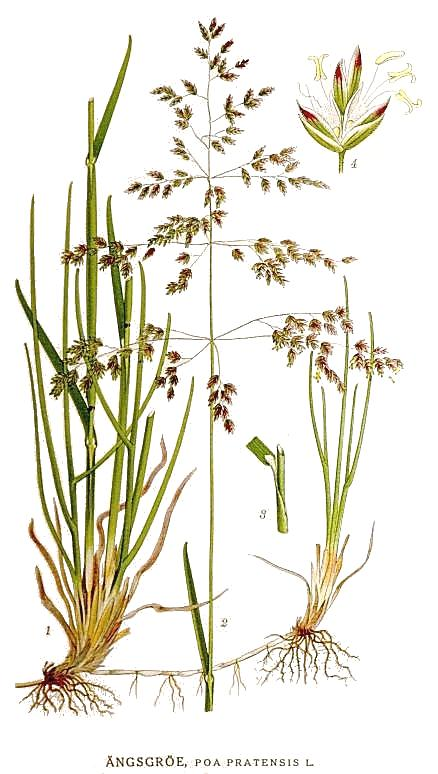
Poa pratensis.

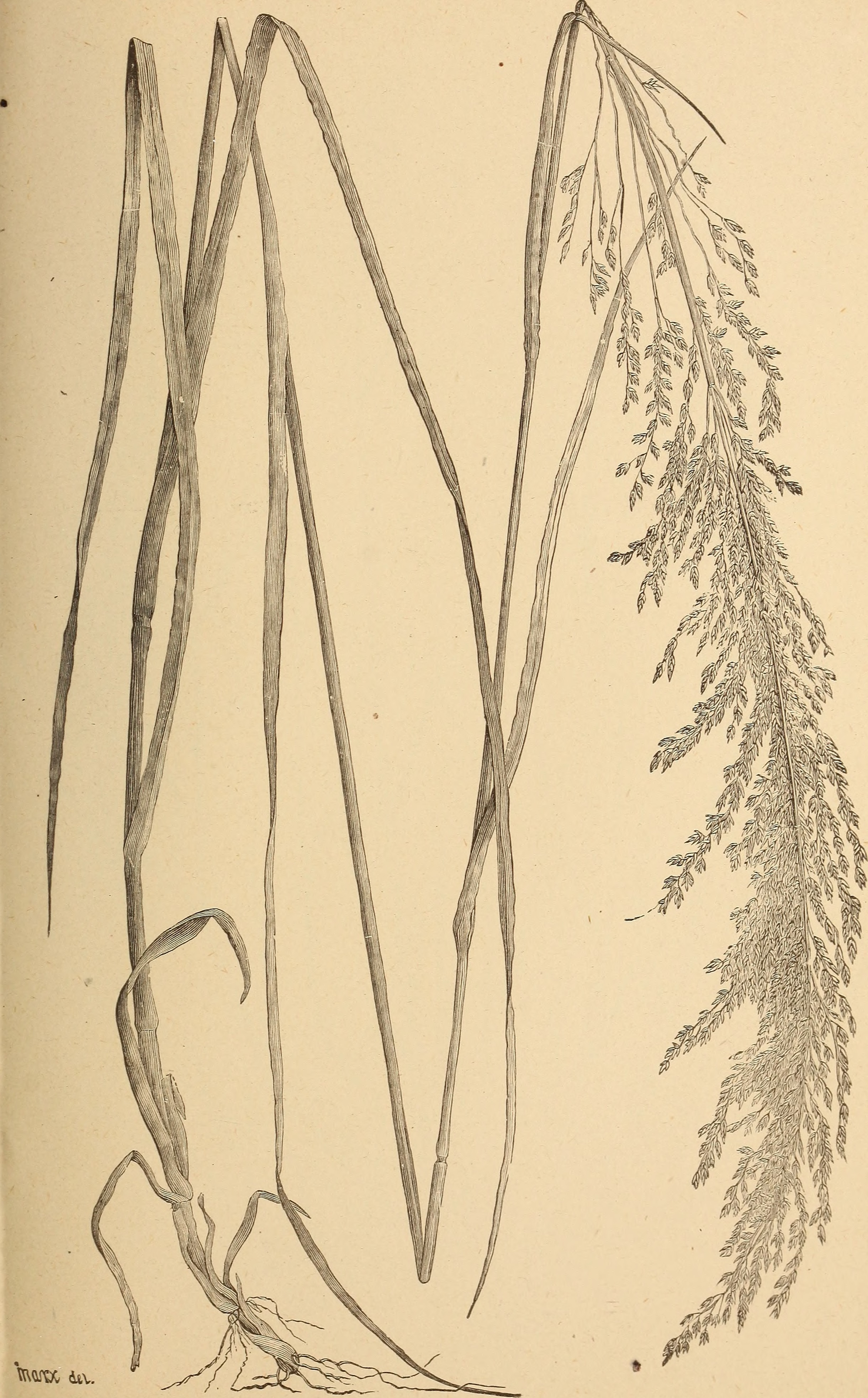
Poa serotina.

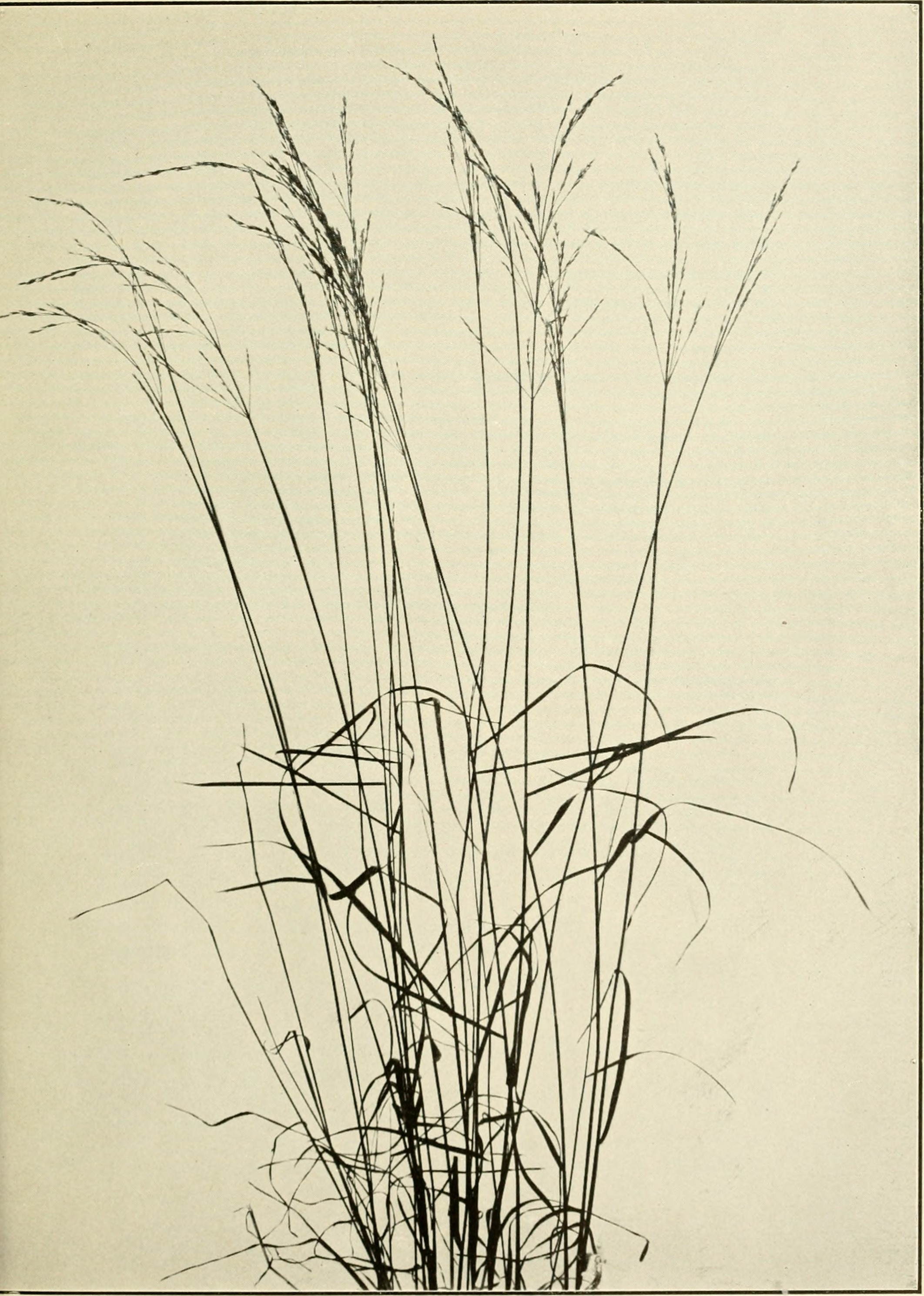
Poa sylvestris.

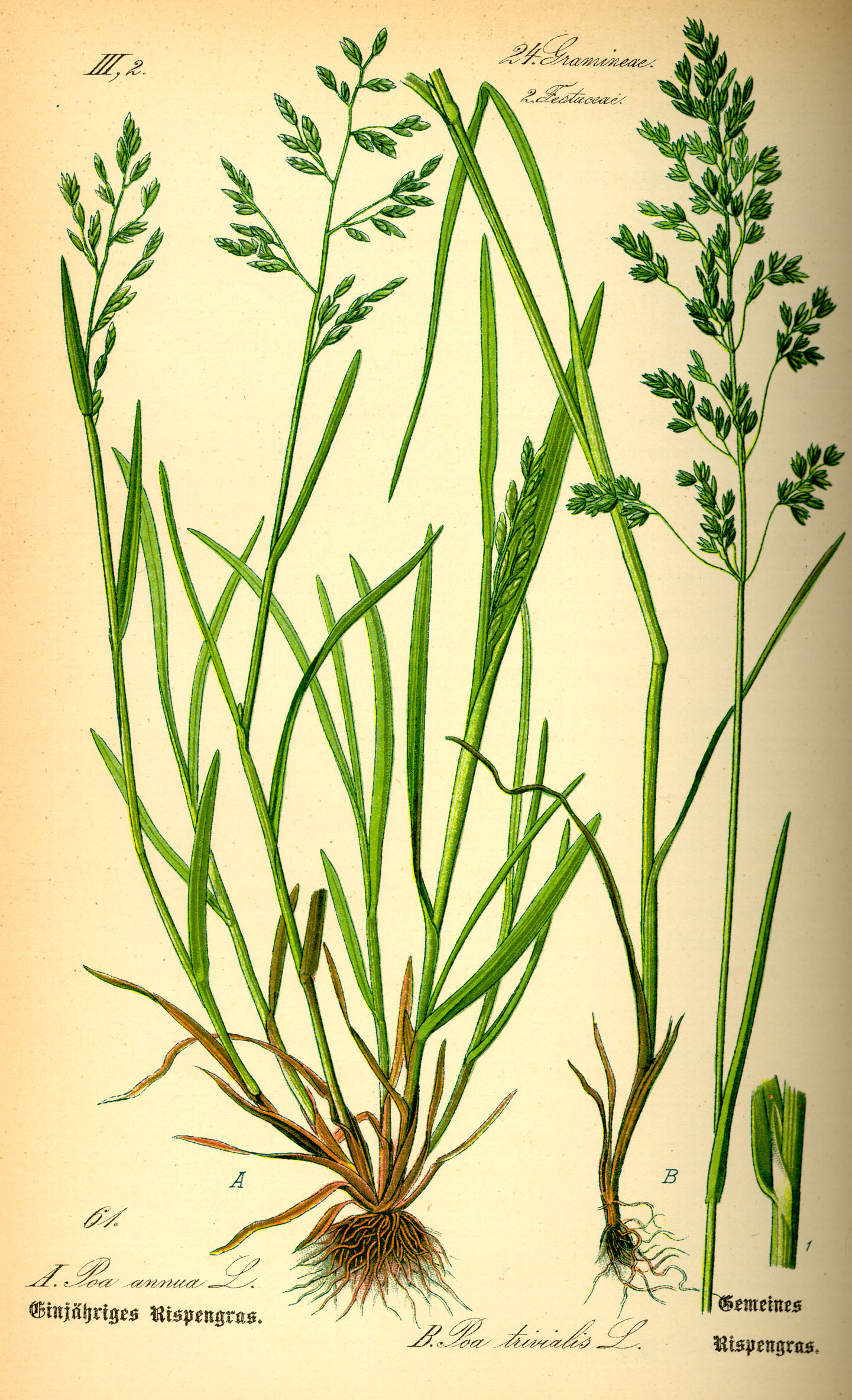
Poa trivialis.

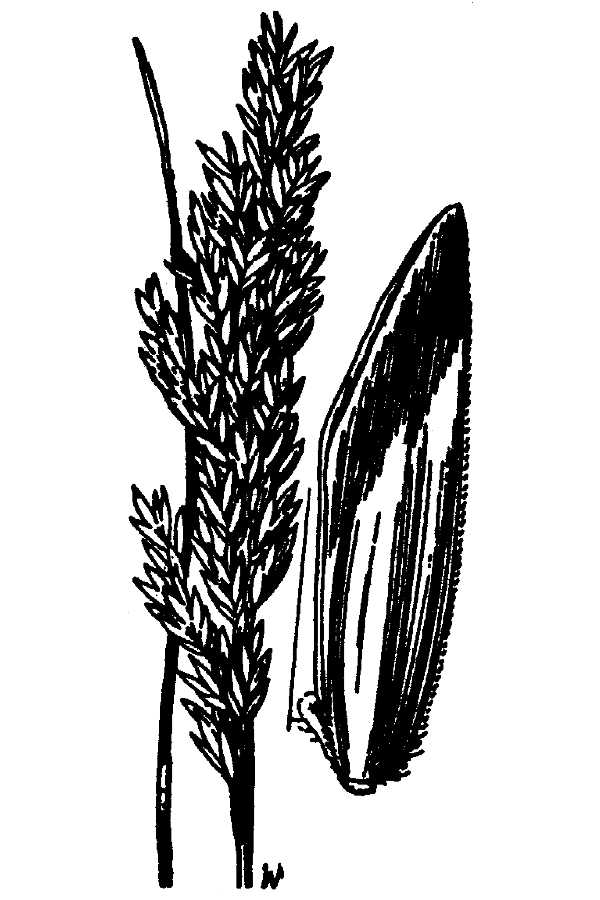
Poa unilateralis.

Le genre Poa, l'un des plus importants de la famille des Poaceae, comprend plus de 500 espèces.
Selon la base de données de The Plant List, 2172 espèces de Poa ont été décrites, dont 525 sont des espèces acceptées, 1476 des synonymes et 171 sont en attente d'évaluation.

## Liste des espèces acceptées
Selon The Plant List :
- Haut – A
- B
- C
- D
- E
- F
- G
- H
- I
- J
- K
- L
- M
- N
- O
- P
- Q
- R
- S
- T
- U
- V
- W
- X
- Y
- Z

## A
- Poa abbreviata R.Br.
- Poa acicularifolia Buchanan
- Poa acinaciphylla É.Desv.
- Poa acroleuca Steud.
- Poa acturensis (Olon.) Olon.
- Poa aequatoriensis Hack.
- Poa aequigluma Tovar
- Poa affinis R.Br.
- Poa afghanica Bor
- Poa aitchisonii Boiss.
- Poa akmanii Soreng, P.Hein & H.Scholz
- Poa albescens Hitchc.
- Poa almasovii Golub
- Poa alopecurus (Gaudich.) Kunth
- Poa alpigena Lindm.
- Poa alpina L.
- Poa alpina subsp. arnautica (Rohlena) Chrtek
- Poa alpina var. jemtlandica (Almq.) Asch. & Graebn.
- Poa alsodes A.Gray
- Poa alta Hitchc.
- Poa altaica Trin. ex Ledeb.
- Poa amplexicaulis C.M.Weiller & Stajsic
- Poa anae Tovar
- Poa anceps G.Forst.
- Poa andina Trin.
- Poa androgyna Hack.
- Poa angustifolia L.
- Poa ankaratrensis A.Camus & H.Perrier
- Poa annua L.
- Poa annua f. picta (Beck) Maire
- Poa annua var. rigidula (Schur) Asch. & Graebn.
- Poa antipoda Petrie
- Poa apiculata Refulio
- Poa arachnifera Torr.
- Poa araratica Trautv.
- Poa arctica R.Br.
- Poa arctica subsp. depauperata (Fr.) Nannf.
- Poa arcuata Refulio
- Poa arechavaletae Parodi
- Poa arida Vasey
- Poa arnoldii Melderis
- Poa arnowiae Soreng
- Poa asperifolia Bor
- Poa astonii Petrie
- Poa atropidiformis Hack.
- Poa atropurpurea Scribn.
- Poa attenuata Trin.
- Poa aucklandica Petrie
- Poa aurigae Veldkamp
- Poa × austrohercynica Wein
- Poa autumnalis Muhl. ex Elliott
- Poa ayacuchensis Tovar
- Poa ayseniensis Hack.

## B
- Poa bactriana Roshev.
- Poa badensis Haenke ex Willd.
- Poa bajaensis Soreng
- Poa bergii Hieron.
- Poa beringiana Prob.
- Poa bigelovii Vasey
- Poa binata Nees
- Poa binodis Keng f. ex L.Liu
- Poa bolanderi Vasey
- Poa boliviana Refulio
- Poa bomiensis C.Ling
- Poa bonariensis (Lam.) Kunth
- Poa borneensis Jansen
- Poa boxiana Luces
- Poa bradei Pilg.
- Poa breviglumis Hook.f.
- Poa brevis Hitchc.
- Poa buchananii Zotov
- Poa bucharica Roshev.
- Poa bulbosa L.
- Poa bulbosa f. briziformis (Trab.) Maire
- Poa bulbosa var. colorata (Hack.) Asch. & Graebn.
- Poa burmanica Bor

## C
- Poa cabreriana Anton & Ariza
- Poa calchaquiensis Hack.
- Poa calliopsis Litv. ex Ovcz.
- Poa callosa Stapf
- Poa candamoana Pilg.
- Poa capillifolia (Kalchbr. ex Neilr.) Degen ex Domin
- Poa carazensis Pilg.
- Poa caucasica Trin.
- Poa celebica Veldkamp
- Poa celsa Edgar
- Poa cenisia All.
- Poa chaixii Vill.
- Poa chaixii var. rubens (DC.) Asch. & Graebn.
- Poa chamaeclinos Pilg.
- Poa chambersii Soreng
- Poa chapmaniana Scribn.
- Poa chathamica Petrie
- Poa cheelii Vickery
- Poa chirripoensis R.W.Pohl
- Poa chokensis S.M.Phillips
- Poa chonotica Phil.
- Poa chumbiensis Noltie
- Poa cita Edgar
- Poa clavigera Veldkamp
- Poa clelandii Vickery
- Poa clivicola Vickery
- Poa cockayniana Petrie
- Poa colensoi Hook.f.
- Poa compressa L.
- Poa confinis Vasey
- Poa congesta Refulio
- Poa conglomerata Rupr. ex Peyr.
- Poa cookii (Hook.f.) Hook.f.
- Poa cooperi Noltie
- Poa costiniana Vickery
- Poa crassicaudex Vickery
- Poa crassicaulis Pilg.
- Poa crassinervis Honda
- Poa cucullata Hack.
- Poa cumingii Trin.
- Poa curtifolia Scribn.
- Poa cusickii Vasey
- Poa cuspidata Nutt.
- Poa × custurae Nyár.

## D
- Poa darwiniana Parodi
- Poa davisii Bor
- Poa deminuta Refulio
- Poa densa Troitsky
- Poa denticulata Hack.
- Poa dentigluma Tovar
- Poa denudata Steud.
- Poa deschampsioides Ohwi
- Poa diaboli Soreng & Keil
- Poa × digena Melderis
- Poa dimorphantha Murb.
- Poa dipsacea Petrie
- Poa disjecta Ovcz.
- Poa dissanthelioides Tovar
- Poa diversifolia (Boiss. & Bal.) Hack. ex Boiss.
- Poa dolichophylla Hack.
- Poa douglasii Nees
- Poa dozyi Veldkamp
- Poa drummondiana Nees
- Poa durifolia Giussani, Nicora & Roig
- Poa dzongicola Noltie

## E
- Poa elanata Keng ex Tzvelev
- Poa eleanorae Bor
- Poa eminens J.Presl
- Poa ensiformis Vickery
- Poa epileuca (Stapf) Stapf
- Poa erectifolia Hitchc.
- Poa erinacea Speg.

## F
- Poa faberi Rendle
- Poa falconeri Hook.f.
- Poa fauriei Hack.
- Poa fawcettiae Vickery
- Poa fendleriana (Steud.) Vasey
- Poa feratiana Boiss. & Reut.
- Poa fernaldiana Nannf.
- Poa ferreyrae Tovar
- Poa fibrifera Pilg.
- Poa × figertii Gerhardt
- Poa filiculmis Roshev.
- Poa flabellata (Lam.) Raspail
- Poa flaccidula Boiss. & Reut.
- Poa flexuosa Sm.
- Poa foliosa (Hook.f.) Hook.f.
- Poa fordeana F.Muell.
- Poa formosae Ohwi
- Poa fragilis Ovcz.

## G
- Poa gamblei Bor
- Poa gammieana Hook.f.
- Poa × gandogeri Fedde
- Poa garhwalensis D.C.Nautiyal & R.D.Gaur
- Poa gaspensis Fernald
- Poa gayana É.Desv.
- Poa gilgiana Pilg.
- Poa glaberrima Tovar
- Poa glauca Vahl
- Poa glauca'' var. ''firma (Hartm.) Blytt
- Poa golestanensis H.Scholz & Akhani
- Poa grandis Hand.-Mazz.
- Poa granitica Braun-Blanq.
- Poa granitica subsp. disparilis (Nyár.) Nyár.
- Poa grisebachii R.E.Fr.
- Poa gunnii Vickery
- Poa gymnantha Pilg.

## H
- Poa hachadoensis Nicora
- Poa hackelii Post
- Poa hakusanensis Hack.
- Poa halmaturina J.M.Black
- Poa hartzii Gand.
- Poa hayachinensis Koidz.
- Poa hedbergii S.M.Phillips
- Poa helenae Veldkamp
- Poa helmsii Vickery
- Poa hentyi Veldkamp
- Poa × herjedalica Harry Sm.
- Poa hesperia Edgar
- Poa hiemata Vickery
- Poa hieronymi Hack.
- Poa himalayana Nees ex Steud.
- Poa hirtiglumis Hook.f.
- Poa hisauchii Honda
- Poa hissarica Roshev.
- Poa holciformis J.Presl
- Poa homomalla Nees
- Poa hookeri Vickery
- Poa horridula Pilg.
- Poa hothamensis Vickery
- Poa howellii Vasey & Scribn.
- Poa huancavelicae Tovar
- Poa hubbardiana Parodi
- Poa huecu Parodi
- Poa humilis Ehrh. ex Hoffm.
- Poa humillima Pilg.
- Poa hybrida Gaudich.
- Poa hylobates Bor
- Poa hypsinephes Veldkamp

## I
- Poa ibarii Phil.
- Poa iberica Fisch., C.A.Mey. & Avé-Lall.
- Poa imbecilla Spreng.
- Poa imperialis Bor
- Poa inconspicua Veldkamp
- Poa incrassata Petrie
- Poa induta Vickery
- Poa infirma Kunth
- Poa interior Rydb.
- Poa × intricata Wein
- Poa intrusa Edgar
- Poa ircutica Roshev.
- Poa iridifolia Hauman
- Poa irkutica Roshev.

## J
- Poa jansenii Veldkamp
- Poa jaunsarensis Bor
- Poa × jemtlandica (Almq.) K.Richt.
- Poa jeremiadis Veldkamp
- Poa jubata A.Kern.
- Poa jugicola D.I.Morris
- Poa juncifolia Scribn.
- Poa × jurassica Chrtek & V.Jirasek

## K
- Poa kamczatensis Prob.
- Poa kanboensis Ohwi
- Poa keckii Soreng
- Poa kelloggii Vasey
- Poa kenteica N.R.Ivanov
- Poa keysseri Pilg.
- Poa khasiana Stapf
- Poa kilimanjarica (Hedberg) Markgr.-Dann.
- Poa kirkii Buchanan
- Poa koelzii Bor
- Poa koksuensis Golosk.
- Poa kolymensis Tzvelev
- Poa krylovii Reverd.
- Poa kuborensis Veldkamp
- Poa kumgansanii Ohwi
- Poa kurdistanica Chrtek & Hadac
- Poa kurtzii R.E.Fr.

## L
- Poa labillardierei Steud.
- Poa lachenensis Noltie
- Poa laetevirens R.E.Fr.
- Poa lahulensis Bor
- Poa lamii Jansen
- Poa lanata Scribn. & Merr.
- Poa langtangensis Melderis
- Poa languidior Hitchc.
- Poa lanigera Nees
- Poa lanuginosa Poir.
- Poa lavrenkoi Kuczerov
- Poa laxiflora Buckley
- Poa legionensis (Laínz) Fern.Casas & M.Laínz
- Poa lehoueroui Dobignard & Portal
- Poa leibergii Scribn.
- Poa leioclada Hack.
- Poa leptalea Veldkamp
- Poa leptoclada Hochst. ex A.Rich.
- Poa leptocoma Trin.
- Poa lettermanii Vasey
- Poa lhasaensis Bor
- Poa ligularis Nees ex Steud.
- Poa ligulata Boiss.
- Poa lilloi Hack.
- Poa limosa Scribn. & T.A.Williams
- Poa lindebergii Tzvelev
- Poa lindsayi Hook.f.
- Poa linearifolia Refulio
- Poa lipskyi Roshev.
- Poa litorosa Cheeseman
- Poa longifolia Trin.
- Poa longii Noltie
- Poa longiramea Hitchc.
- Poa lowanensis N.G.Walsh
- Poa lunata Chase

## M
- Poa macrantha Vasey
- Poa macroanthera D.F.Cui
- Poa macrocalyx Trautv. & C.A.Mey.
- Poa macroclada Rydb.
- Poa madecassa A.Camus
- Poa × magadanensis Prob.
- Poa magadanica Kuvaev
- Poa maia Edgar
- Poa mairei Hack.
- Poa major D.F.Cui
- Poa maniototo Petrie
- Poa mannii Munro ex Hillebr.
- Poa marcida Hitchc.
- Poa mariesii Rendle
- Poa markgrafii H.Hartmann
- Poa marshallii Tovar
- Poa masenderana Freyn & Sint.
- Poa matsumurae Hack.
- Poa matthewsii Petrie
- Poa megalantha (Parodi) Herter
- Poa megalothyrsa Keng ex Tzvelev
- Poa meionectes Vickery
- Poa menachensis Schweinf.
- Poa mendocina Nicora & F.A.Roig
- Poa minimiflora Stapf
- Poa minor Gaudich.
- Poa moabitica Bor
- Poa molineri Balb.
- Poa mollis Vickery
- Poa mongolica (Rendle) Keng
- Poa morrisii Vickery
- Poa mucuchachensis Luces
- Poa mulleri Swallen
- Poa multinodis Chase
- Poa × multnomae Piper
- Poa muricata Veldkamp
- Poa mustangensis Rajbh.
- Poa myriantha Hack.

## N
- Poa nankoensis Ohwi
- Poa napensis Beetle
- Poa × nematophylla Rydb.
- Poa nemoralis L.
- Poa neosachalinensis Prob.
- Poa nepalensis (Wall. ex Griseb.) Duthie
- Poa nephelophila Bor
- Poa nervosa (Hook.) Vasey
- Poa nipponica Koidz.
- Poa nitidespiculata Bor
- Poa nivicola Ridl.
- Poa × nobilis Skalinska
- Poa novae-zelandiae Hack.
- Poa nubigena Keng f. ex L.Liu

## O
- Poa obvallata Steud.
- Poa occidentalis (Vasey) Vasey
- Poa orba N.G.Walsh
- Poa orizabensis Hitchc.
- Poa orthoclada N.G.Walsh
- Poa oscariana Negritto & Anton

## P
- Poa pagophila Bor
- Poa paludigena Fernald & Wiegand
- Poa palustris L.
- Poa palustris var. muralis (Schltdl.) Asch.
- Poa pannonica A.Kern.
- Poa pannonica f. acrospiculata (Jirasek) Soó
- Poa paposana Phil.
- Poa papuana Stapf
- Poa paramoensis Laegaard
- Poa parva Veldkamp
- Poa parviceps Hack.
- Poa parvifolia Refulio
- Poa pattersonii Vasey
- Poa pauciflora Roem. & Schult.
- Poa paucispicula Scribn. & Merr.
- Poa × pawlowskii V.Jirásek
- Poa pearsonii Reeder
- Poa pedersenii Nicora
- Poa pentapolitana H.Scholz
- Poa perconcinna J.R.Edm.
- Poa perennis Keng ex Keng f.
- Poa × perinconspicua H.Scholz
- Poa perligulata Pilg.
- Poa perrieri A.Camus
- Poa petrophila Vickery
- Poa phillipsiana Vickery
- Poa pilata Chase
- Poa pilcomayensis Hack.
- Poa pilgeri Negritto & Anton
- Poa pirinica Stoj. & Acht.
- Poa pitardiana H.Scholz
- Poa planifolia Kuntze
- Poa platyantha Kom.
- Poa plicata Hack.
- Poa poiformis (Labill.) Druce
- Poa poiphagorum Bor
- Poa polychroa (Trautv.) Grossh.
- Poa polycolea Stapf
- Poa polyneura Bor
- Poa × poppelwellii Petrie
- Poa porphyroclados Nees
- Poa pratensis L.
- Poa pratensis var. hatusimae (Ohwi) Ohwi
- Poa pratensis subsp. latifolia (Weihe ex Mert. & W.D.J. Koch) Schübl. & G. Martens
- Poa pratensis var. majdelii (Roshev.) Bondar ex Korovina
- Poa prichardii Rendle
- Poa primae Tzvelev
- Poa pringlei Scribn.
- Poa prolixior Rendle
- Poa pseudamoena Bor
- Poa pseudoabbreviata Roshev.
- Poa pseudoattenuata Prob.
- Poa pseudobulbosa Bor
- Poa pseudoschimperiana Chiov.
- Poa pseudotibetica Noltie
- Poa psilolepis Keng
- Poa pulviniformis (Veldkamp) Veldkamp
- Poa pumila Host
- Poa pumilio Hochst.
- Poa pungionifolia Speg.
- Poa pusilla Bergg.
- Poa pygmaea Buchanan

## Q
- Poa quadrata Veldkamp
- Poa queenslandica C.E.Hubb.

## R
- Poa radula Franch. & Sav.
- Poa raduliformis Prob.
- Poa ragonesei Nicora
- Poa rajbhandarii Noltie
- Poa ramosissima Hook.f.
- Poa rangkulensis Ovcz. & Czukav.
- Poa reflexa Vasey & Scribn.
- Poa rehmannii (Asch. & Graebn.) K.Richt.
- Poa reitzii Swallen
- Poa remota Forselles
- Poa resinulosa Nees ex Steud.
- Poa rhadina Bor
- Poa rhizomata Hitchc.
- Poa robusta Steud.
- Poa rodwayi Vickery
- Poa rohmooiana Noltie
- Poa rossbergiana K.S.Hao
- Poa rupicola Nash ex Rydb.
- Poa ruprechtii Peyr.
- Poa ruwenzoriensis Robyns & Tournay

## S
- Poa sachalinensis (Koidz.) Honda
- Poa sallacustris N.G.Walsh
- Poa saltuensis Fernald & Wiegand
- Poa sandvicensis (Reichardt) Hitchc.
- Poa saxicola R.Br.
- Poa scaberula Hook.f.
- Poa scabrivaginata Tovar
- Poa schimperiana Hochst. ex A.Rich.
- Poa schischkinii Tzvelev
- Poa schistacea Edgar & Connor
- Poa schizantha Parodi
- Poa scitula Bor
- Poa × sclerocalamos Facchini ex Ambrosi
- Poa seleri Pilg.
- Poa sellowii Nees
- Poa senex Edgar
- Poa serpaiana Refulio
- Poa serpentum Nees
- Poa setulosa Bor
- Poa shansiensis Hitchc.
- Poa sharpii Swallen
- Poa shumushuensis Ohwi
- Poa sibirica Roshev.
- Poa sichotensis Prob.
- Poa sieberiana Spreng.
- Poa sierrae J.T.Howell
- Poa sikkimensis (Stapf) Bor
- Poa simensis Hochst. ex A.Rich.
- Poa sinaica Steud.
- Poa sinoglauca Ohwi
- Poa siphonoglossa Hack.
- Poa skvortzovii Prob.
- Poa smirnowii Roshev.
- Poa soderstromii Negritto & Anton
- Poa spania Edgar & Molloy
- Poa speluncarum J.R.Edm.
- Poa sphondylodes Trin.
- Poa spiciformis (Steud.) Hauman & Parodi
- Poa spicigera Tovar
- Poa spontanea Bor
- Poa stapfiana Bor
- Poa stebbinsii Soreng
- Poa stellaris Veldkamp
- Poa stenantha Trin.
- Poa stenantha var. vivipara Trin.
- Poa stepparia Nicora
- Poa sterilis M.Bieb.
- Poa stewartiana Bor
- Poa stiriaca Fritsch & Hayek
- Poa strictiramea Hitchc.
- Poa stuckertii (Hack.) Parodi
- Poa suavis Veldkamp
- Poa subenervis Hack.
- Poa subfastigiata Trin. ex Ledeb.
- Poa sublanata Reverd.
- Poa sublimis Edgar
- Poa subspicata (J.Presl) Kunth
- Poa subvestita (Hack.) Edgar
- Poa sudicola Edgar
- Poa sugawarae Ohwi
- Poa suksdorfii (Beal) Piper
- Poa superata Hack.
- Poa supina Schrad.
- Poa suruana H.Hartmann
- Poa swallenii Refulio
- Poa sylvestris A.Gray
- Poa szechuensis Rendle

## T
- Poa tacanae Swallen
- Poa taiwanicola Ohwi
- Poa takasagomontana Ohwi
- Poa talamancae R.W.Pohl
- Poa tanfiljewii Roshev.
- Poa tangii Hitchc.
- Poa × taurica H.N.Pojark.
- Poa telata Veldkamp
- Poa tenera F.Muell. ex Hook.f.
- Poa tennantiana Petrie
- Poa tenuicula Ohwi
- Poa thomasii Refulio
- Poa tianschanica (Regel) Hack. ex O.Fedtsch.
- Poa tianschanica var. kokanica (Regel) O. Fedtsch.
- Poa tibetica Munro ex Stapf
- Poa tibeticola Bor
- Poa timoleontis Heldr. ex Boiss.
- Poa tolmatchewii Roshev.
- Poa tonsa Edgar
- Poa tovarii Soreng
- Poa trachyphylla Pilg.
- Poa tracyi Vasey
- Poa trautvetteri Tzvelev
- Poa trichophylla Boiss.
- Poa trinervis (Hack.) C.Monod ex P.Royen
- Poa trivialiformis Kom.
- Poa trivialis L.
- Poa trivialis var. multiflora (Rchb. ex Peterm.) Ghis
- Poa tuberifera Faurie ex Hack.
- Poa tucumana Parodi
- Poa tzvelevii Prob.

## U
- Poa ullungdoensis I.C.Chung
- Poa umbricola Vickery
- Poa umbrosa Trin.
- Poa unilateralis Scribn. ex Vasey
- Poa ursina Velen.
- Poa urssulensis Trin.
- Poa uruguayensis Parodi
- Poa ussuriensis Roshev.

## V
- Poa vaginata Pamp.
- Poa variegata Lam.
- Poa venosa Swallen
- Poa veresczaginii Tzvelev
- Poa versicolor Besser
- Poa vorobievii Prob.
- Poa vrangelica Tzvelev
- Poa vvedenskyi Drobow

## W
- Poa wardiana Bor
- Poa wheeleri Vasey
- Poa wilhelminae Veldkamp
- Poa × wippraensis Wein
- Poa wisselii Jansen
- Poa wolfii Scribn.

## X
- Poa xenica Edgar & Connor
- Poa xingkaiensis Y.X.Ma

## Y
- Poa yaganica Speg.

## Z
- Poa zhongdianensis L.Liu